# ابيل كاسقيوت
ابيل كاسقيوت (1 يناير 1997 بغواياكيل في الإكوادور - ) هو لاعب كرة قدم إكوادوري في مركز الوسط. شارك مع منتخب الإكوادور تحت 17 سنة لكرة القدم. أما مع النوادي، فقد لعب مع ريفر بليت.

## وصلات خارجية
- ابيل كاسقيوت على موقع قاعدة بيانات كرة القدم.إي يو (الإنجليزية)
- ابيل كاسقيوت على موقع Soccerway.com (الإنجليزية)
- ابيل كاسقيوت على موقع AS.com (الإسبانية)